# I Am Wrath
I Am Wrath is een Amerikaanse actie-thriller uit 2016, geregisseerd door Chuck Russell.

## Verhaal
In Columbus, Ohio verliest voormalig Special Forces-lid Stanley Hill zijn vrouw tijdens een poging tot overval op een parkeerplaats. Als hij ziet dat de politie de dader vrijlaat als onbetrouwbare getuige nadat hij door de aanvallers op het hoofd is geslagen, neemt hij weer contact op met zijn voormalige partner Dennis, die hem zal helpen het recht in eigen handen te nemen. Stanley zal zelfs ontdekken dat achter de moord op zijn vrouw zelfs de hand van de gouverneur zit, die wilde dat Stanley's vrouw, die voor hem werkte, vervalste milieugegevens openbaar zou maken, zodat ze groen licht konden krijgen voor de bouw van een olie pijpleiding. Uiteindelijk zal Stanley zijn wraak kunnen uitvoeren, maar zal hij door de politie worden gearresteerd na een vuurgevecht waarbij hij gewond zal raken. Altijd met de hulp van zijn partner Dennis slaagt hij er echter in om te ontsnappen uit het ziekenhuis waar hij in het ziekenhuis lag en hem uit het oog te verliezen door zijn toevlucht te zoeken in Sao Paulo, Brazilië.

## Rolverdeling
| Acteur             | Personage               |
| ------------------ | ----------------------- |
| John Travolta      | Stanley Hill            |
| Christopher Meloni | Dennis                  |
| Amanda Schull      | Abbie Hill              |
| Sam Trammell       | rechercheur Gibson      |
| Patrick St. Esprit | gouverneur John Meserve |
| Rebecca De Mornay  | Vivian Hill             |
| Luis Da Silva      | Charley "Fly" Lawes     |
| Paul Sloan         | Lemuel "Lemi K"         |
| Asante Jones       | rechercheur Walker      |

## Productie
De film werd voor het eerst aangekondigd in september 2012 met regisseur William Friedkin en met in de hoofdrol Nicolas Cage. Deze versie is er echter niet van gekomen. In plaats daarvan werd in februari 2015 een nieuwe versie aangekondigd met in de hoofdrol John Travolta en geregisseerd door Chuck Russell.
De opnames begonnen op 9 maart 2015 in Columbus, Ohio. Op 18 maart 2015 vonden de opnames plaats op de trappen van het Ohio Statehouse en in een privéwoning in Bexley, Ohio. Delen van de film zijn ook opgenomen in Cleveland en Alabama.

## Ontvangst
Op Rotten Tomatoes heeft I Am Wrath een waarde van 10% en een gemiddelde score van 3,10/10, gebaseerd op 10 recensies.